# Беркенешть (Яломіца)
Беркенешть, Беркенешті (рум. Bărcănești) — село у повіті Яломіца в Румунії. Входить до складу комуни Беркенешть.
Село розташоване на відстані 48 км на північний схід від Бухареста, 57 км на захід від Слобозії, 139 км на південний захід від Галаца, 138 км на південний схід від Брашова.

## Населення
За даними перепису населення 2002 року у селі проживали 2040 осіб. Рідною мовою 2035 осіб (99,8%) назвали румунську.
Національний склад населення села:
| Національність | Кількість осіб | Відсоток |
| -------------- | -------------- | -------- |
| румуни         | 1989           | 97,5%    |
| цигани         | 50             | 2,5%     |